# Marie Ekorre
Eva Marie Ekorre (*  11. Dezember 1952 in Ludvika) ist eine schwedische Schauspielerin.

## Leben und Karriere
Ihr Debüt gab Ekorre 1971 in dem Film Lockfågeln. Sie wirkte in mehreren Erotikfilmen der 1970er Jahre mit. Ihre wichtigste Rolle in einer deutschen Produktion hatte sie 1973 als Magd Zenzi in dem Lederhosenfilm Geh, zieh dein Dirndl aus. Im selben Jahr spielte sie in Schulmädchen-Report. 6. Teil: Was Eltern gern vertuschen möchten mit. Das Männermagazin Penthouse zeigte sie im März 1974 als Penthouse Pet des Monats. Unter anderem war sie in Dschungelmädchen für zwei Halunken zu sehen. Ihr letzter Film war 1976 in Was treibt die Maus im Badehaus?.

## Filmografie
- 1971: Lockfågeln
- 1973: Smutsiga fingrar
- 1973: Was Schulmädchen verschweigen
- 1973: Stenansiktet
- 1973: Schulmädchen-Report. 6. Teil: Was Eltern gern vertuschen möchten
- 1973: Kater – Episoden einer Ehe (Baksmälla)
- 1973: Geh, zieh dein Dirndl aus
- 1973: Jorden runt med Fanny Hill
- 1974: Dschungelmädchen für zwei Halunken
- 1974: Heißer Sex in Dänemark (Nøglehullet)
- 1976: Elisabeth – Eine Frau lebt ihre Träume (I lust och nöd)
- 1976: Was treibt die Maus im Badehaus?